# Визнер, Юдит
Юдит Визнер (нем. Judith Wiesner), урожд. Пёльцль (нем. Pölzl; род. 2 марта 1966, Халлайн, земля Зальцбург) — австрийская профессиональная теннисистка, спортивный функционер и политик, бывшая 12-я ракетка мира. Победительница 8 турниров WTA в одиночном и парном разрядах, рекордсменка сборной Австрии по числу побед в Кубке Федерации.

## Общая информация
В 21 год Юдит вышла замуж за Хайнца Визнера, который был старше её на 19 лет. После распада первого брака вышла в 2001 году замуж за давнего знакомого — пресс-секретаря правительства земли Зальцбург Роланда Флоймайра, который также был намного старше её. Супруги Флоймайр проживают в Матзее.

## Игровая карьера
Юдит Пёльцль дебютировала в составе сборной Австрии в Кубке Федерации в июле 1983 года, в возрасте 17 в небольшим лет. Свою первую игру в профессиональных турнирах ITF она провела в октябре того же года, а ещё через год в Штутгарте впервые приняла участие в квалификации турнира WTA серии Virginia Slims. В 1996 году Пёльцль сыграла уже почти в десятке турниров, добравшись до финала на турнире ITF в Кицбюэле как в одиночном, так и в парном разряде и до одиночного четвертьфинала на турнире WTA в Афинах. В октябре 1987 года, также в Афинах, она завоевала свой первый титул на турнирах WTA, победив в паре с немкой Андреей Бецнер. В одиночном разряде за этот год она успела войти сначала в сотню сильнейших теннисисток мира (после выхода в четвертьфинал Открытого чемпионата Италии), а затем и в Top-50 WTA (после выхода в полуфинал на Открытом чемпионате Швеции).
Выиграв афинский турнир в 1988 году во второй раз подряд, а затем в 1989 году турнир WTA в Страсбурге, Визнер достигла к июлю 1989 года 29-го места в парном рейтинге WTA — высшего в своей парной карьере. На следующий год пришлись два её лучших выступления в турнирах высокого ранга, хотя ни один из них не завершился завоеванием титула. Вначале на турнире высшей категории в Майами она победила последовательно трёх посеянных соперниц, в том числе восьмую ракетку мира Мануэлу Малееву и девятую — Кончиту Мартинес, проиграв только в финале шестой ракетке мира Монике Селеш. Этот успех помог ей войти в первую двадцатку рейтинга в одиночном разряде. А через два месяца на Открытом чемпионате Франции Визнер в паре с хозяйкой корта Натали Тозья вышла в полуфинал, победив две посеянных пары и проиграв в итоге прошлогодним чемпионкам Наталье Зверевой и Ларисе Савченко. В июле в матчах Кубка Федерации против сборных Болгарии, Японии и Великобритании Визнер принесла своей команде четыре очка в четырёх встречах и вместе с Барбарой Паулюс способствовала первому в истории австрийской сборной выходу в полуфинал Мировой группы. На Уимблдоне и Открытом чемпионате США она дошла до четвёртого круга в одиночном разряде, в конце сезона приняв участие в итоговом турнире WTA для сильнейших теннисисток мира. Там, однако, её уже в первом круге вывела из борьбы Мануэла Малеева.
В следующие несколько лет Визнер постоянно оставалась в числе лучших теннисисток мира в одиночном разряде, в общей сложности проведя в Top-50 рейтинга десять лет подряд. Хотя ей не удавалось пробиться в первую десятку, Визнер неоднократно наносила поражения соперницам, входившим в неё, в том числе четырежды Яне Новотной и дважды Иве Майоли, а также Мэри-Джо Фернандес и Дженнифер Каприати. Успешно она выступала и в парах, больше не выигрывая титулов, но сохраняя за собой место среди ста сильнейших вплоть до 1993 года, после чего сосредоточилась на выступлениях только в одиночном разряде. В 1994 и 1995 годах она выиграла свои четвёртый и пятый титул на турнирах WTA в одиночном разряде, а в 1996 году дважды подряд пробилась в четвертьфинал на турнирах Большого шлема — сначала на Уимблдоне, а затем на Открытом чемпионате США. Это позволило ей во второй раз за карьеру принять участие в итоговом турнире WTA, потерпев в первом круге поражение от Кончиты Мартинес. Пробившись сразу после этого в финал турнира в новозеландском Окленде, Визнер поднялась в рейтинге в одиночном разряде до 12-го места — рекордного для своей одиночной карьеры.
Визнер закончила выступления вскоре после достижения высшей точки в своей карьере, сыграв за сборную в последний раз в феврале 1997 года, а последнюю игру в индивидуальном турнире проведя в октябре. По её словам, к окончанию карьеры её подтолкнули пошатнувшееся здоровье (она в частности страдала от инфекционного мононуклеоза) и усталость, так что уход с корта был «внезапным, но предсказуемым». За 14 сезонов в сборной Австрии она провела 66 игр, одержав в них 39 побед. Этот результат, как и число побед в одиночном (28) и парном (11) разрядах, остаётся рекордом австрийской сборной до настоящего времени. На внутренней австрийской арене Визнер завоевала 16 чемпионских титулов, не проиграв ни одной встречи за полтора десятилетия выступлений за зальцбургский клуб STC и дважды (в 1987 и 1994 годах) признавалась в земле Зальцбург «спортсменкой года». В 1991 году она была также удостоена награды WTA за спортивный дух.

## Положение в рейтинге в конце года
| Разряд    | 1986 | 1987 | 1988 | 1989 | 1990 | 1991 | 1992 | 1993 | 1994 | 1995 | 1996 |
| --------- | ---- | ---- | ---- | ---- | ---- | ---- | ---- | ---- | ---- | ---- | ---- |
| Одиночный | 141  | 33   | 35   | 35   | 17   | 16   | 25   | 21   | 25   | 25   | 15   |
| Парный    | 256  | 110  | 71   | 30   | 59   | 41   | 76   | 58   | -    | -    | -    |

## Финалы турниров WTA за карьеру
| Легенда            |
| ------------------ |
| Большой шлем (0)   |
| Чемпионат WTA (0)  |
| I категория (1)    |
| II категория (0)   |
| III категория (7)  |
| IV категория (6)   |
| V категория (6)    |
| Virginia Slims (1) |

| Результат | №  | Дата            | Турнир                               | Покрытие | Соперница в финале | Счёт в финале  |
| --------- | -- | --------------- | ------------------------------------ | -------- | ------------------ | -------------- |
| Поражение | 1. | 16 мая 1988     | Страсбург, Франция                   | Грунт    | Сандра Чеккини     | 3-6, 0-6       |
| Победа    | 1. | 18 июля 1988    | Экс-ан-Прованс, Франция              | Грунт    | Сильвия Ханика     | 6-1, 6-2       |
| Победа    | 2. | 10 июля 1989    | Аркашон, Франция                     | Грунт    | Барбара Паулюс     | 6-3, 6-73, 6-1 |
| Поражение | 2. | 19 марта 1990   | Майами, США                          | Хард     | Моника Селеш       | 1-6, 2-6       |
| Поражение | 3. | 15 июля 1991    | Открытый чемпионат Австрии, Кицбюэль | Грунт    | Кончита Мартинес   | 1-6, 6-2, 3-6  |
| Победа    | 3. | 18 мая 1992     | Страсбург                            | Грунт    | Наоко Савамацу     | 6-1, 6-3       |
| Поражение | 4. | 17 мая 1993     | Страсбург (2)                        | Грунт    | Наоко Савамацу     | 6-4, 1-6, 3-6  |
| Поражение | 5. | 12 июля 1993    | Открытый чемпионат Австрии (2)       | Грунт    | Анке Хубер         | 4-6, 1-6       |
| Поражение | 6. | 25 июля 1994    | Мариа-Ланковиц, Австрия (3)          | Грунт    | Анке Хубер         | 3-6, 3-6       |
| Победа    | 4. | 22 августа 1994 | Скенектади, Нью-Йорк, США            | Хард     | Лариса Нейланд     | 7-5, 3-6, 6-4  |
| Победа    | 5. | 24 июля 1995    | Мариа-Ланковиц                       | Грунт    | Руксандра Драгомир | 7-64, 6-3      |
| Поражение | 7. | 30 декабря 1996 | Окленд, Новая Зеландия               | Хард     | Марион Маруска     | 3-6, 1-6       |

| Результат | №  | Дата            | Турнир                                | Покрытие | Партнёрша             | Соперницы в финале                        | Счёт в финале  |
| --------- | -- | --------------- | ------------------------------------- | -------- | --------------------- | ----------------------------------------- | -------------- |
| Победа    | 1. | 5 октября 1987  | Афины, Греция                         | Грунт    | Андреа Бецнер         | Динки ван Ренсбург Кэти Хорват            | 6-4, 7-60      |
| Поражение | 1. | 25 июля 1988    | Гамбург, ФРГ                          | Грунт    | Андреа Бецнер         | Яна Новотна Тина Шойер-Ларсен             | 4-6, 2-6       |
| Победа    | 2. | 1 августа 1988  | Афины (2)                             | Грунт    | Сабрина Голеш         | Сабина Хак Сильке Франкль                 | 7-5, 6-0       |
| Поражение | 2. | 24 апреля 1989  | Открытый чемпионат Испании, Барселона | Грунт    | Аранча Санчес-Викарио | Яна Новотна Тина Шойер-Ларсен             | 2-6, 6-2, 6-73 |
| Победа    | 3. | 22 мая 1989     | Страсбург, Франция                    | Грунт    | Мерседес Пас          | Лиз Грегори Гретхен Мейджерс              | 6-3, 6-3       |
| Поражение | 3. | 16 октября 1989 | Цюрих, Швейцария                      | Ковёр(I) | Натали Тозья          | Яна Новотна Гелена Сукова                 | 3-6, 6-3, 4-6  |
| Поражение | 4. | 22 апреля 1991  | Открытый чемпионат Испании (2)        | Грунт    | Натали Тозья          | Мартина Навратилова Аранча Санчес-Викарио | 1-6, 3-6       |
| Поражение | 5. | 20 апреля 1992  | Открытый чемпионат Испании (3)        | Грунт    | Натали Тозья          | Кончита Мартинес Аранча Санчес-Викарио    | 4-6, 1-6       |
| Поражение | 6. | 22 февраля 1993 | Линц, Австрия                         | Ковёр(I) | Кончита Мартинес      | Евгения Манюкова Лейла Месхи              | Без игры       |

## Дальнейшая карьера
С 1991 по 1997 год Юдит Визнер входила в Совет директоров WTA как представительница игроков. С 1995 по 2001 год она занимала должность директора австрийской сборной в Кубке Федерации, а в конце этого периода стала неиграющим капитаном сборной. Её каденция, однако, продолжалась меньше года, после чего в начале 2002 года она уступила пост Альфреду Тезару, тренеру с более чем четвертьвековым опытом. С учреждением в 2007 году нового турнира WTA в Бадгастайне Юдит Флоймайр стала членом его организационного комитета и спикером.
Помимо продолжения карьеры, связанной с теннисом, Юдит Визнер-Флоймайр серьёзно занималась политикой, куда её привёл Роланд. С 1999 по 2004 год она представляла Австрийскую народную партию в муниципалитете Зальцбурга, занимая пост председателя партийной фракции.